# Paris Jour
Paris Jour est un quotidien lancé en 1959 par le groupe de presse de Cino Del Duca, repreneur de Franc-Tireur. Daniel Morgaine est son premier rédacteur en chef. Après la disparition de Cino Del Duca, en 1967, le journal a été dirigé par son épouse. Une longue grève de la rédaction a entraîné la fermeture du journal en 1972.

## Histoire
Voulant copier le succès de France Dimanche dans une publication quotidienne (en format tabloïd), Cino Del Duca choisit de mêler dans son titre de nombreuses informations, comme l'explique l'historien Christian Delporte : « Le politique et l'international, minorés, côtoient le fait divers, les indiscrétions, l'astrologie, les mariages royaux, les vedettes de la chanson, et même la photo de pin-up dénudée, en page intérieure. Les articles sont courts, les titres percutants, familiers, à la limite de la vulgarité ». L'hétérogénéité de cette expérience façon tabloïd nuit cependant à la lisibilité de Paris-Jour, qui ne rencontre pas le succès attendu.
Le 15 janvier 1972, Simone Del Duca, propriétaire du quotidien Paris Jour, qui tire à 230 000 exemplaires, annonce trente-trois licenciements, ce qui déclenche l'émotion des journalistes parisiens. J'accuse paraît le 1er février 1972 (n°17) avec, en quatrième de couverture, un fac-similé de Paris Jour. Quatre jours plus tard a lieu une grève d'une journée des journalistes du média, l'appui de Claude-Marie Vadrot du Syndicat des journalistes français CFDT. Une grève générale de la presse française a lieu. Simone Del Duca décide alors de fermer le journal Paris Jour et la grève devient illimitée. J'accuse se dévoue à leur service pour les soutenir. À l'Agence APL, Jean-Claude Vernier fait la connaissance de Jean-Philippe Huleu, qui avait fondé sans succès le quotidien Le Turf mais dont l'investisseur de l'époque propose de racheter pour le relancer en utilisant la technologie nouvelle de la Photocomposition[pas clair].

## Collaborateurs (journalistes)
- Jean-François Renault
- Gérard Bardy
- Jean Bizy
- Philippe Boegner
- François Crouzet
- Jacques Chancel
- Pascal Delobel
- Pierre Rey
- Bernard Lefort
- Geneviève Tabouis
- Gérard Nirascou
- Éric de Goutel
- Jean-Claude Dumoulin
- Philippe Rousseau de Beauplan
- Jean Pigeot
- Angelo Rinaldi
- Michel Laclos
- Jacques Frémontier
- Jacques-Louis Delpal
- Alain Quintrie
- Jean-Marc Campagne
- Maurice Ciantar
- Michel Hermans
- Jean Calmus
- Marcello Paradisi
- Daniel Morgaine
- Bernard Morrot
- Pierre Bénichou
- Claude Villers
- Jean-Pierre Renard
- Jacqueline Wilmes